# Coatepec
Coatepecⓘ – miasto w Meksyku, w stanie Veracruz.